# きりん 〜The Last Unicorn〜
『きりん 〜The Last Unicorn〜』は、『週刊少年ジャンプ』（集英社）の1997年41号から1998年10号に連載された八神健の日本の漫画作品。

## 概要
八神の週刊少年ジャンプでの2回目の連載作品で、全20話が連載された。全3巻。単行本3巻に「きりん番外編」と読み切り「カレンダーボーイ」を収録。

## あらすじ
中学生の狗堂きりんの前に、少年兎川彗（さとる）が現れる。彗は人間の身体を借りたユニコーンであった。

## 登場人物
狗堂きりん
中学生の男。
兎川彗（とがわさとる）
人間の身体を借りて生きる元ユニコーン。昔人間に捕まり角を失ったため、人間不信に陥っている。角を探してきりんの元へやってくる。
兎川なるみ
狗堂きりんと幼なじみの女性。
兎川まりあ
なるみの姉で、彗の母。
小龍（シャオロン）
仲間の龍にいじめられていたところを彗に助けてもらって以来、後をつけていた男。
レナ
幻獣のセイレーン。なるみのことを邪魔に感じ、呪いをかける。
リットル
幻獣のペガサス。

## 単行本
- 第1巻 ISBN 978-4-08-872521-5
- 第2巻 ISBN 978-4-08-872555-0
- 第3巻 ISBN 978-4-08-872595-6